# 中村健人 (野球)
中村 健人（なかむら けんと、1997年5月21日 - ）は、愛知県名古屋市天白区出身のプロ野球選手（外野手）。右投右打。広島東洋カープ所属。

## 経歴

### プロ入り前
名古屋市立久方中学校時代は硬式野球（ボーイズリーグ）の愛知知多ボーイズに所属。
中京大学附属中京高等学校では1年夏からベンチ入りし、2年春から中堅手のレギュラー。3年春には第97回全国高等学校野球選手権大会に出場した。
慶應義塾大学では1年春からリーグ戦に出場。3年秋には森下暢仁からの1本を含む5本塁打を放ち、最多本塁打とベストナインを獲得。4年秋にはプロ志望届を提出し、慶應義塾大学からは4名がドラフト指名されたが、中村は指名漏れとなった。大学4年間のリーグ戦通算成績は74試合出場、198打数50安打、打率.253、8本塁打、34打点。
大学卒業後は社会人野球のトヨタ自動車に進んだ。トヨタでは4番打者として都市対抗野球大会や社会人野球日本選手権大会に出場した。
2021年10月11日に行われたプロ野球ドラフト会議では、広島東洋カープから3位指名を受け、12月6日に契約金5000万円、年俸1100万円で仮契約を結んだ（金額は推定）。背番号は50。

### 広島時代
2022年の1年目は、春季キャンプを一軍でスタート。ベイスターズとの練習試合で本塁打、ロッテとのオープン戦で適時打を放つなどアピールし、開幕一軍を勝ち取った。3月25日に一軍初出場、同月27日に初先発出場を果たすと（いずれも対ベイスターズ戦・横浜スタジアム）、同月30日には初安打を記録した（対阪神戦・マツダスタジアム）。その後9試合7打数2安打と出場機会が限られる中、2度目の先発出場となった5月3日の対巨人戦（マツダ）で初打点を記録し、5月15日の対ヤクルト戦（マツダ）にて通算45打席目で一軍公式戦初本塁打を放った。前半戦は順調なスタートを切るも、7月に同じ外野手の秋山翔吾が加入すると途中出場や二軍戦出場が増え、最終的に一軍63試合29安打（3本塁打）10打点、打率.240の成績となった。11月8日に500万円増の推定年俸1600万円で契約更改。
2023年は、前年同様春季キャンプを一軍でスタートするも開幕一軍を逃し、その後も一軍出場が無いままシーズンを終了した。二軍成績は通算83試合42安打（3本塁打）25打点、打率.205。11月14日に300万円減の推定年俸1300万円で契約更改。
2024年はオープン戦チーム初本塁打を記録するも二軍スタート。5月3日に一軍昇格すると、一塁手としてはプロ初スタメンとなった5月8日対阪神戦（甲子園球場）で、シーズン初安打を2年振りの本塁打で飾った。その後は降格と昇格を繰り返し、一軍に定着出来なかった。

## 選手としての特徴・人物
走攻守3拍子揃った外野手。打撃では長打力、対応力、広角に打ち分ける技術が持ち味。
愛称は「ケンティー」。
礼儀正しく、ベンチでは誰よりも声を張り上げ、チームを鼓舞する。
トヨタ自動車時代は営業業務部に所属し、2022年北京五輪モーグル銅メダリストの堀島行真とは同期入社で同部署だった。

## 詳細情報

### 年度別打撃成績
| 年 度     | 球 団     | 試 合 | 打 席 | 打 数 | 得 点 | 安 打 | 二 塁 打 | 三 塁 打 | 本 塁 打 | 塁 打 | 打 点 | 盗 塁 | 盗 塁 死 | 犠 打 | 犠 飛 | 四 球 | 敬 遠 | 死 球 | 三 振 | 併 殺 打 | 打 率 | 出 塁 率 | 長 打 率 | O P S |
| --------- | --------- | ----- | ----- | ----- | ----- | ----- | -------- | -------- | -------- | ----- | ----- | ----- | -------- | ----- | ----- | ----- | ----- | ----- | ----- | -------- | ----- | -------- | -------- | ----- |
| 2022      | 広島      | 63    | 137   | 121   | 12    | 29    | 3        | 0        | 3        | 41    | 10    | 0     | 0        | 7     | 1     | 8     | 2     | 0     | 31    | 1        | .240  | .285     | .339     | .623  |
| 2024      | 広島      | 12    | 24    | 24    | 1     | 2     | 0        | 0        | 1        | 5     | 2     | 0     | 0        | 0     | 0     | 0     | 0     | 0     | 8     | 0        | .083  | .083     | .208     | .292  |
| 通算：2年 | 通算：2年 | 75    | 161   | 145   | 13    | 31    | 3        | 0        | 4        | 46    | 12    | 0     | 0        | 7     | 1     | 8     | 2     | 0     | 39    | 1        | .214  | .253     | .317     | .570  |

- 2024年度シーズン終了時

### 年度別守備成績
内野守備
| 年 度 | 球 団 | 一塁  | 一塁  | 一塁  | 一塁  | 一塁  | 一塁     |
| 年 度 | 球 団 | 試 合 | 刺 殺 | 補 殺 | 失 策 | 併 殺 | 守 備 率 |
| ----- | ----- | ----- | ----- | ----- | ----- | ----- | -------- |
| 2024  | 広島  | 5     | 31    | 0     | 0     | 3     | 1.000    |
| 通算  | 通算  | 5     | 31    | 0     | 0     | 3     | 1.000    |

外野守備
| 年 度 | 球 団 | 外野  | 外野  | 外野  | 外野  | 外野  | 外野     |
| 年 度 | 球 団 | 試 合 | 刺 殺 | 補 殺 | 失 策 | 併 殺 | 守 備 率 |
| ----- | ----- | ----- | ----- | ----- | ----- | ----- | -------- |
| 2022  | 広島  | 46    | 66    | 2     | 2     | 0     | .971     |
| 2024  | 広島  | 3     | 10    | 0     | 0     | 0     | 1.000    |
| 通算  | 通算  | 49    | 76    | 2     | 2     | 0     | .975     |

- 2024年度シーズン終了時

### 記録
初記録
- 初出場：2022年3月25日、対横浜DeNAベイスターズ1回戦（横浜スタジアム）、9回裏に右翼手で出場
- 初先発出場：2022年3月27日、対横浜DeNAベイスターズ3回戦（横浜スタジアム）、6番・中堅手で先発出場
- 初打席：同上、2回表に坂本裕哉から空振り三振
- 初安打：2022年3月30日、対阪神タイガース2回戦（MAZDA Zoom-Zoom スタジアム広島）、7回裏に伊藤将司から中前安打
- 初打点：2022年5月3日、対読売ジャイアンツ7回戦（MAZDA Zoom-Zoom スタジアム広島）、1回裏に赤星優志から左中間適時二塁打
- 初本塁打：2022年5月15日、対東京ヤクルトスワローズ6回戦（MAZDA Zoom-Zoom スタジアム広島）、5回裏に石川雅規から右越2ラン

### 背番号
- 50（2022年 - ）

### 登場曲
- 「全部 夢のまま」乃木坂46（2022年 - ）
- 「チャンスは平等」乃木坂46（2024年 - ）